# Öræfajökull
Öræfajökull es un volcán cubierto de hielo de la región de Austurland, en el sudeste de Islandia. Mide 2.109,6 m s. n. m. Su última erupción fue en 1727 y le costó la vida a más de 1000 personas. Sigue activo y es monitoreado con regularidad.

## Características
El nombre literalmente significa "zona sin puerto" pero está tomado en el sentido de "desierto" en islandés. Una erupción más pequeña en agosto de 1727 provocó tres víctimas debido a las inundaciones que provocó.
Es el volcán activo más grande del país y a su banda noroccidental se encuentra el Hvannadalshnúkur, la cima más alta de Islandia. Geográficamente, el Öræfajökull se considera parte del glaciar Vatnajökull y el área cubierta por el glaciar está dentro de los límites del Parque nacional Skaftafell.
Ha entrado en erupción en tiempos históricos. En 1362 expulsó enormes cantidades de piroclastos. El distrito de Litla-Hérað fue destruido por estos y por las inundaciones, y la ceniza llegó hasta Europa Occidental. Pasaron más de 40 años para que la zona volviera a ser poblada y conocida como Öræfi.